# كريستوفر راوس
كريستوفر راوس (بالإنجليزية: Christopher Rouse)‏ (و. 1958 – م) هو مونتير، وكاتب سيناريو، من الولايات المتحدة الأمريكية، ولد في لوس أنجلوس.

## عمله و حياته
ولد روز في لوس أنجلوس،كاليفورنيا.والده راسل روس، كان كاتب ومخرج ومنتج. كانت والدته الممثلة بيفرلي ميشيلز. في 1980، عمل روز كمحرر مساعد في العديد من الأفلام.
عمل روز في ستة أفلام مع المخرج بول جرينجراس. وكان من ذلك الافلام فلم بورن سوبريماسي 2004 .
وقد انتخب روس كعضو في محرري السينما الأمريكية.

## جوائز وترشيحات
حصل على جوائز منها:
- جائزة الأوسكار لأفضل تحرير فيلم، عن عمل: إنذار بورن.

ترشح لـ:
- جائزة الأوسكار لأفضل تحرير فيلم، عن عمل: يونايتد 93
- جائزة الأوسكار لأفضل تحرير فيلم، عن عمل: إنذار بورن
- جائزة الأوسكار لأفضل تحرير فيلم، عن عمل: القبطان فيليبس.

## وصلات خارجية
- كريستوفر راوس على موقع IMDb (الإنجليزية)
- كريستوفر راوس على موقع ألو سيني (الفرنسية)
- كريستوفر راوس على موقع أول موفي (الإنجليزية)
- كريستوفر راوس على موقع قاعدة بيانات الأفلام السويدية (السويدية)
- كريستوفر راوس على موقع قاعدة بيانات الفيلم (الإنجليزية)
- كريستوفر راوس على موقع كينوبويسك (الروسية)
- مقابلة معه